# Gabrovți, Veliko Tărnovo
Gabrovți (în bulgară Габровци) este un sat în comuna Veliko Tărnovo, regiunea Veliko Tărnovo,  Bulgaria. 

## Demografie
Componența etnică a satului Gabrovți
     Bulgari (93,33%)
     Nicio identificare (6,66%)
     Altele (0%)
La recensământul din 2011, populația satului Gabrovți era de 30 locuitori. Din punct de vedere etnic, majoritatea locuitorilor (93,33%) erau bulgari. Pentru 6,66% din locuitori nu este cunoscută apartenența etnică.